# Wisconsin
Wisconsin (IPA: [wɪˈskɑːnsɪn] kiejtéseⓘ) az Egyesült Államok egyik tagállama. Fővárosa Madison, legnépesebb városa Milwaukee.
Beceneve „Amerika tejcsarnoka” (angolul America's Dairyland).

## A név eredete
A „Wisconsin” indián eredetű szó. A francia felfedező, Jacques Marquette volt az első európai, aki 1673 körül elérte a Wisconsin folyót és feljegyezte a nevét Meskousin alakban. Később Ouisconsin néven is emlegették, szintén francia felfedezők. Így alakult át fokozatosan a név, és már nemcsak a folyó, hanem az azt körülvevő terület neve is Wisconsin lett, aminek írott formája eltért még a maitól. Az angolok természetesen angolosították a területet a 19. században, így nyerte el a Wisconsin nevet 1845-ben.
Az eredeti variációja, az algonkin indián megfelelőjének jelentése ismeretlen, de valószínűsíthetően köze van a folyóhoz és a folyó partján megfigyelhető vörös homokkőhöz. Egyes teóriák szerint a Miami indián eredetű Meskonsing szó jelentése „vörössel borított”, ebből eredezteti a másik forrás Wisconsin nevét, mely szintén a Wisconsin-i homokkőre utal. A név eredetének tehát több verziója létezik, melyek közül a legrelevánsabb a „vörös homokkő”, de előfordult még a „vízgyűjtő” és a „nagy szikla” kifejezés is, a Wisconsin szó eredetével kapcsolatban.

## Földrajz

Wisconsin földrajzi régiói

Az úgynevezett Közép-Nyugat régió északi részén fekszik. Nyugatról Minnesota, délnyugatról Iowa, délről Illinois állam, keletről a Michigan-tó, északkeletről Michigan állam, északról pedig a Felső-tó határolja. 
Területe 169.639 km², ezzel a 23. legnagyobb területű állam az USA-ban az 50 közül.
Délnyugatról a Mississippi a határfolyó. Északról dél felé középen keresztülfolyik rajta a Wisconsin folyó.
Főként síkvidék, délnyugati peremén található a Western Upland nevű dombság.

## Története
Jean Nicolet 1634-ben, első európaiként fedezte fel a területet. Ő volt a Zöld Öböl gyarmatnak, angolul Green Bay colony-nak az alapítója. A következő 150 évben főként francia szőrmekereskedők települtek le a területen. 1763-ban a franciák az angoloknak adták a területet.
Az 1783-ban, a forradalom eredményeként az Egyesült Államok része lett, de 1812-ig de facto a britek irányítása alá tartozott.
A 19. században a jenkik, cornwalli bányászok, német, skandináv és svájci telepesek lakták.
1793-ban François Dominique Ducharme az első fehér európai telepes volt Fox Valley-ben, aki két hordó rummal fizetett az indiánoknak a Fox folyó két partjáért, a Kaukauna zuhatag közelében. 
A Ducharme-okirat az első írásos emlék Wisconsinról. Ő építtetett először házat a területen, és kezdett kereskedni a Menominee és Chippewa törzsbeli indiánokkal. Abban az időben 1500 indián élt Kaukauna környékén.
A következő évben Ducharme és egy másik kereskedő, Jacob Franks megszerezte a Menominee indiánoktól a Fox folyó mindkét partját La Baye-ig. A következő 15 évben tovább folytatta az indiánokkal a prémkereskedelmet, több indián dialektust is elsajátított.

## Népesség

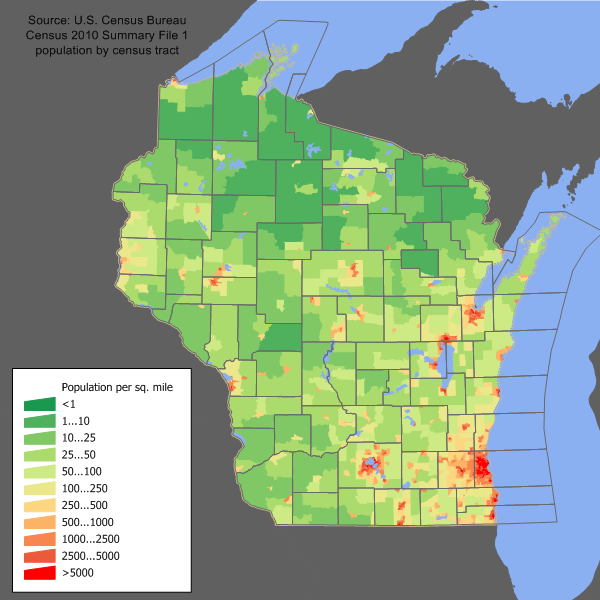
Wisconsin népsűrűségi térképe

Az állam népességének 68%-a városlakó. Nagy-Milwaukee agglomerációban lakik a népesség 1/3-a.

### Legnagyobb városok

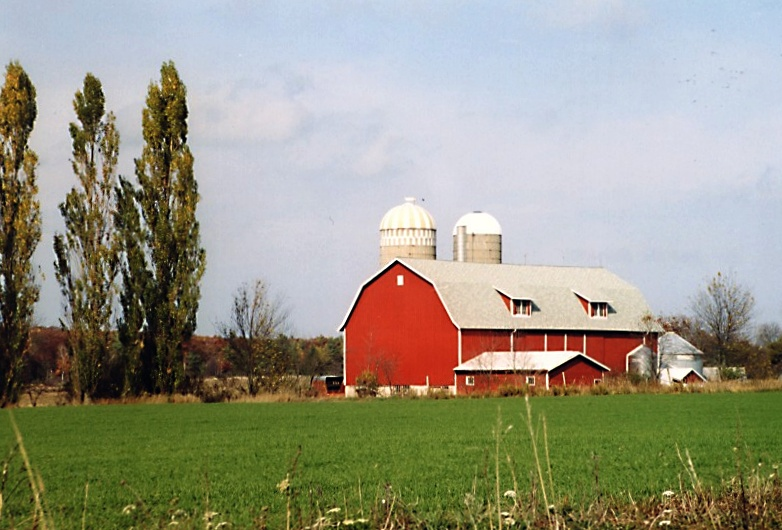
Farm Wisconsinban

|     | Név        | Népesség (fő, 2020) |
| --- | ---------- | ------------------- |
| 1.  | Milwaukee  | 577 222             |
| 2.  | Madison    | 269 840             |
| 3.  | Green Bay  | 107 395             |
| 4.  | Kenosha    | 99 986              |
| 5.  | Racine     | 77 816              |
| 6.  | Appleton   | 75 644              |
| 7.  | Waukesha   | 71 158              |
| 8.  | Eau Claire | 69 421              |
| 9.  | Oshkosh    | 66 816              |
| 10. | Janesville | 65 615              |
| 11. | West Allis | 60 325              |
| 12. | La Crosse  | 52 680              |

## Közigazgatás

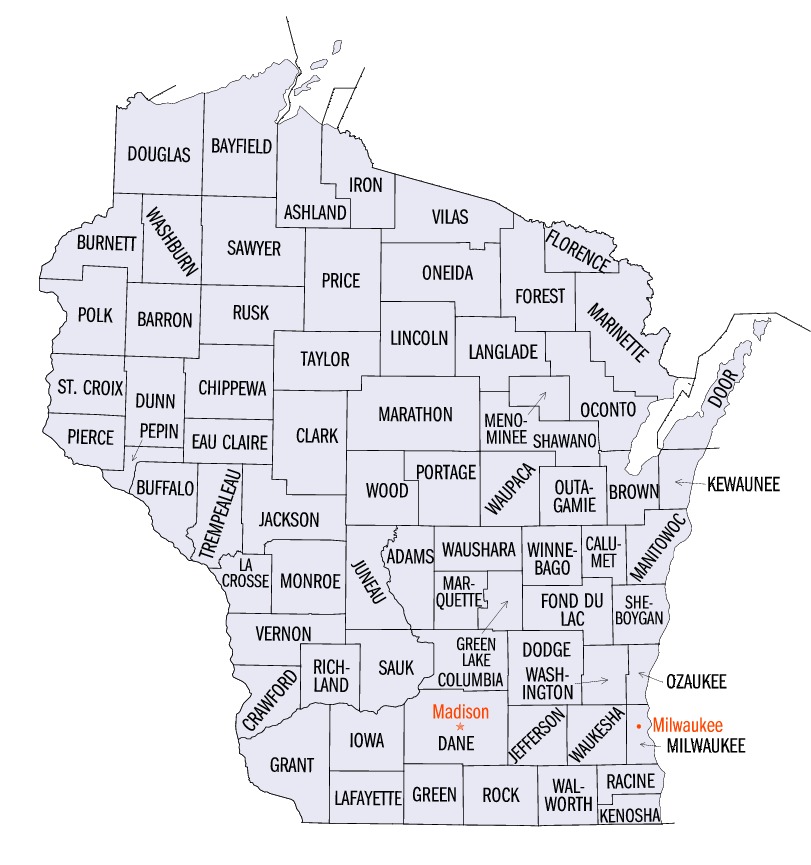
Wisconsin megyéi

### Megyék
Az államnak 72 megyéje van (2016).

## Gazdaság
Gazdasága eredetileg a prémre épült (innen az állam beceneve: Badger State / borzállam). Később jelent meg a fakitermelés, földművelés, a tejgazdaság és a vendéglátás. Az iparosodás, amelynek központja Milwaukee volt, a 19. század végén indult meg a délkeleti területeken. Az utóbbi évtizedekben a szolgáltatóipar, azon belül is főként a gyógyszergyártás és az oktatás vette át a vezető szerepet.

## Nevezetességek

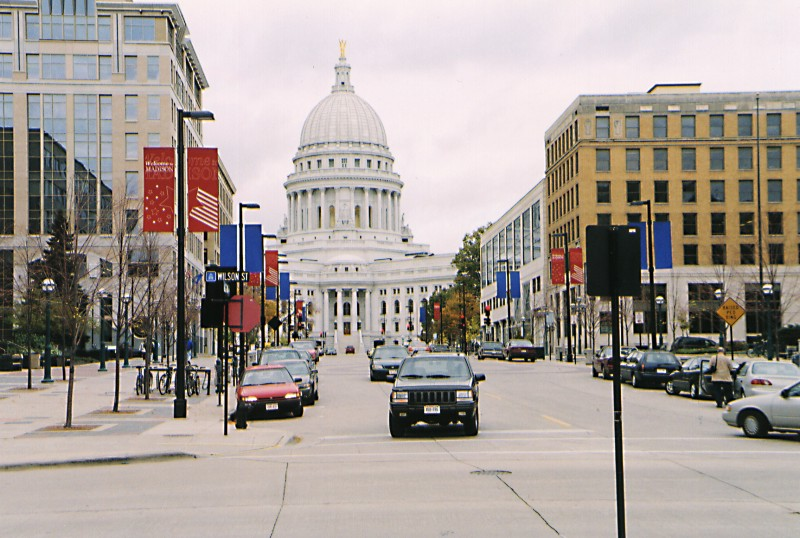
Wiconsin állam Capitoliuma Madisonban

Capitolium (Madison), Lake Delton, Vízi vidámparkok (Wisconsin Dells), Miller Park (Milwaukee), Wyalusing State Park, Devil's Lake State Park